# Разумов (місячний кратер)
Кра́тер Ра́зумов (лат. Razumov) — великий стародавній метеоритний кратер у північній півкулі видимого боку Місяця. Назву присвоєно на честь радянського інженера і науковця в галузі ракетної техніки Володимира Васильовича Разумова (1890—1967) й затверджено Міжнародним астрономічним союзом у 1970 році. Утворення кратера відбулося у нектарському періоді.

## Опис кратера

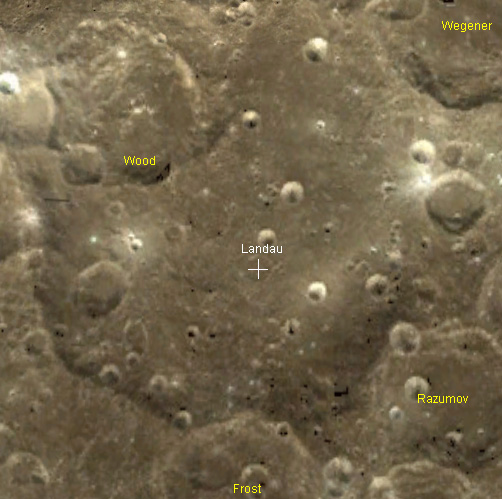
Околиці кратера Разумов. Екранна світлина програми World Wind Moon 1.3.

Кратер Разумов прилягає до південно-східної частини валу кратера Ландау. Іншими найближчими сусідами кратера є кратер Вегенер на півночі; кратер Лакчіні на сході північному сході; кратер Вінлок на сході південному сході; кратер Петропавловський, що частково перекриває південну частину валу кратера Разумов і кратер Фрост на заході південному заході. Селенографічні координати центра кратера 38°57′ пн. ш. 114°38′ зх. д. / 38.95° пн. ш. 114.63° зх. д., діаметр 75,1 км, глибина 2800 м.
Кратер Разумов має полігональну форму й зазнав значних руйнувань. Вал кратера згладжений по більшій частині периметра, північно-західна частина валу перекрита невеликим кратером. Внутрішній схил є відносно широким та має сліди терасоподібної структури. Висота валу над навколишньою місцевістю сягає 1290 м, об'єм кратера становить приблизно 4400 км³. Дно чаші відносно рівне, в західній і південній частині чаші лежать декілька чашоподібних кратерів різного розміру.

## Сателітні кратери

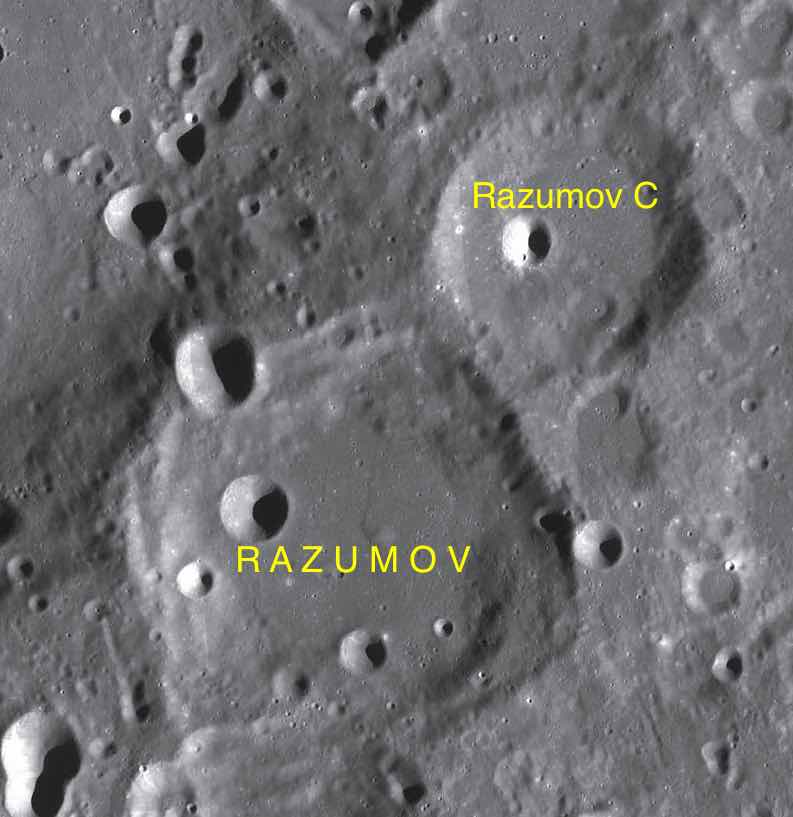
Фрагмент мапи LAC-35.

| Разумов | Координати                                                 | Діаметр, км |
| ------- | ---------------------------------------------------------- | ----------- |
| C       | 40°30′ пн. ш. 112°49′ зх. д. / 40.5° пн. ш. 112.81° зх. д. | 47,6        |